# Luxação da anca
Uma luxação da anca (português europeu) ou luxação do quadril (português brasileiro) é uma deslocação da articulação entre o fémur e a bacia. De forma mais específica, é quando a extremidade esférica do fémur se desencaixa do acetábulo da bacia onde está normalmente encaixada. Os sintomas geralmente consistem em dor e incapacidade em mover a anca. Entre as possíveis complicações estão a necrose avascular da anca, lesões no nervo ciático ou artrite.
As luxações são geralmente causadas por traumatismos significativos, como os que resultam de acidentes de viação ou quedas de elevada altura. Em muitos casos ocorrem também outras lesões associadas. As luxações da anca podem também ser o resultado de uma substituição da anca ou de uma anomalia do desenvolvimento denominada displasia de desenvolvimento da anca. O diagnóstico é geralmente confirmado com radiografias simples.
Entre as medidas de prevenção está a utilização do cinto de segurança. O tratamento de emergência geralmente segue os procedimentos de suporte avançado de vida no trauma, geralmente seguido de redução ortopédica da anca realizada sob anestesia. Posteriormente à redução, recomenda-se a realização de uma TAC para excluir complicações. Quando não é possível reduzir a articulação por outros meios pode ser necessária cirurgia. Em muitos casos a recuperação demora meses.

As luxações da anca são pouco comuns. A condição afeta mais homens do que mulheres. A ocorrência de luxações traumáticas é mais comum entre os 16 e 40 anos de idade. As primeiras descrições da condição na literatura médica datam do início do século XIX.